# Jessica Fishlock
Jessica Fishlock, parfois appelée Jess Fishlock, est une footballeuse internationale galloise, née le 14 janvier 1987 à Cardiff. Elle joue au poste de milieu de terrain à Reading en Angleterre, en prêt depuis l'OL Reign.

## Biographie
Jessica Anne Fishlock est née à Cardiff. Fille de Kevyn et Sharon Fishlock, elle a deux frères et trois sœurs. Elle a commencé la pratique du football à l'âge de 7 ans à Cardiff City LFC.
Jessica Fishlock est la première Galloise à atteindre la barre des 100 sélections, hommes et femmes confondus, en avril 2017.

### Vie personnelle
Jessica Fishlock est ouvertement lesbienne.

## Palmarès

### En club
Bristol Academy :
- Coupe d'Angleterre : Finaliste en 2011

 AZ Alkmaar :
- Championnat des Pays-Bas (2) : 2009 et 2010

 Melbourne Victory :
- Championnat d'Australie (1) : 2014

 1. FFC Francfort :
- Ligue des champions (1) : 2015

 Melbourne City :
- Championnat d'Australie (2) : 2016 et 2017

 Olympique lyonnais :
- Championnat de France (1) :2019
- Coupe de France (1) : 2019.
- Ligue des champions (1) : 2019

### Récompenses individuelles
- MVP de NWSL en 2021